# Kristian Hellström

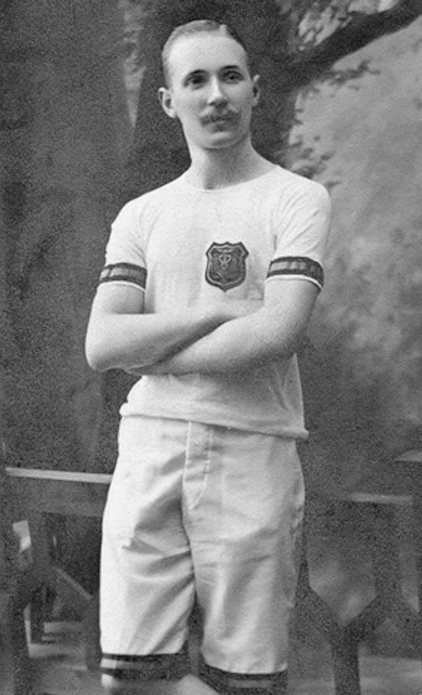
Kristian Hellström

Kristian Hellström (* 24. Juli 1880 in Stockholm; † 14. Juni 1946 ebenda) war ein schwedischer Mittel- und Langstreckenläufer.
1900 wurde er nationaler Meister über 500 m und 1500 m, 1901 über 1500 m und 1902 über 10.000 m. Am 15. Juni 1902 stellte er in Oslo mit 2:03,2 min einen schwedischen Rekord auf.
Bei den Deutschen Leichtathletik-Meisterschaften 1905 startete er für Teutonia 99 Berlin und siegte beim 1500-Meter-Lauf.
Bei den Olympischen Zwischenspielen 1906 in Athen gewann er Bronze über 1500 m und wurde Fünfter über 800 m. Zwei Jahre später schied er bei den Olympischen Spielen 1908 über 800 m im Vorlauf aus.
Kristian Hellström war Generalsekretär des Organisationskomitees der Olympischen Spiele 1912 in Stockholm. Im selben Jahr gehörte er zu den Gründungsmitgliedern der IAAF.